# Teinopalpus aureus
Espèce
Statut de conservation UICN

 DD  : Données insuffisantes
Statut CITES
Teinopalpus aureus est une espèce d'insectes lépidoptères de la famille des Papilionidae, de la sous-famille des Papilioninae et du genre Teinopalpus.

## Dénomination
Teinopalpus aureus a été décrit par Mell, en 1923.

### Liste de sous-espèces
- Teinopalpus aureus eminens Turlin, 1991, présent au Viet-Nam
- Teinopalpus aureus guangxiensis Chou & Zhou, 1994
- Teinopalpus aureus hainanensis Lee
- Teinopalpus aureus wuyiensis Lee[1].

Suivant d'autres sources :
- Teinopalpus aureus aureus Mell 1923
- Teinopalpus aureus laotiana, Collard 2007 [2]
- Teinopalpus aureus nagaoi Morita, 2003 [3]
- Teinopalpus aureus shinkaii Morita, 1998[4]

### Nom vernaculaire
Teinopalpus aureus se nomme Golden Kaiserihind en anglais.

## Description
Teinopalpus aureus est un papillon aux ailes antérieures à bord externe concave et ailes postérieures festonnées avec une fine queue. Le dessus est de couleur marron plus ou moins verdi avec aux ailes antérieures une ligne jaune à verte du tiers du bord costal au milieu du bord interne. Les postérieures présentent une flaque jaune centrale.
Le revers est plus vert avec la même ornementation.

## Biologie
Teinopalpus aureus vole en deux générations, de fin mars à fin mai puis de fin juillet à septembre.

### Plante hôte
Les plantes hôtes de sa chenille sont des Daphne.

## Écologie et distribution
Teinopalpus aureus est présent dans le nord-est de la Chine et au Viet-Nam,.

### Biotope
Teinopalpus aureus réside dans les forêts des montagnes vers 1 500 m.

### Protection
C'est une espèce protégée et par ailleurs il est noté  Data Deficient sur le Red Data Book.

## Philatélie
La Chine a émis un timbre représentant cette espèce en 1963.